# RDS-127
RDS-127は、科学研究に用いられる薬剤である。D2様受容体のアゴニストとして作用し、またセロトニンおよびドーパミン受容体作動薬、抗コリン薬としての性質も持つ。動物実験では、食欲抑制薬および催淫薬の両方の効果を示す。